# 貝瑞·懷特

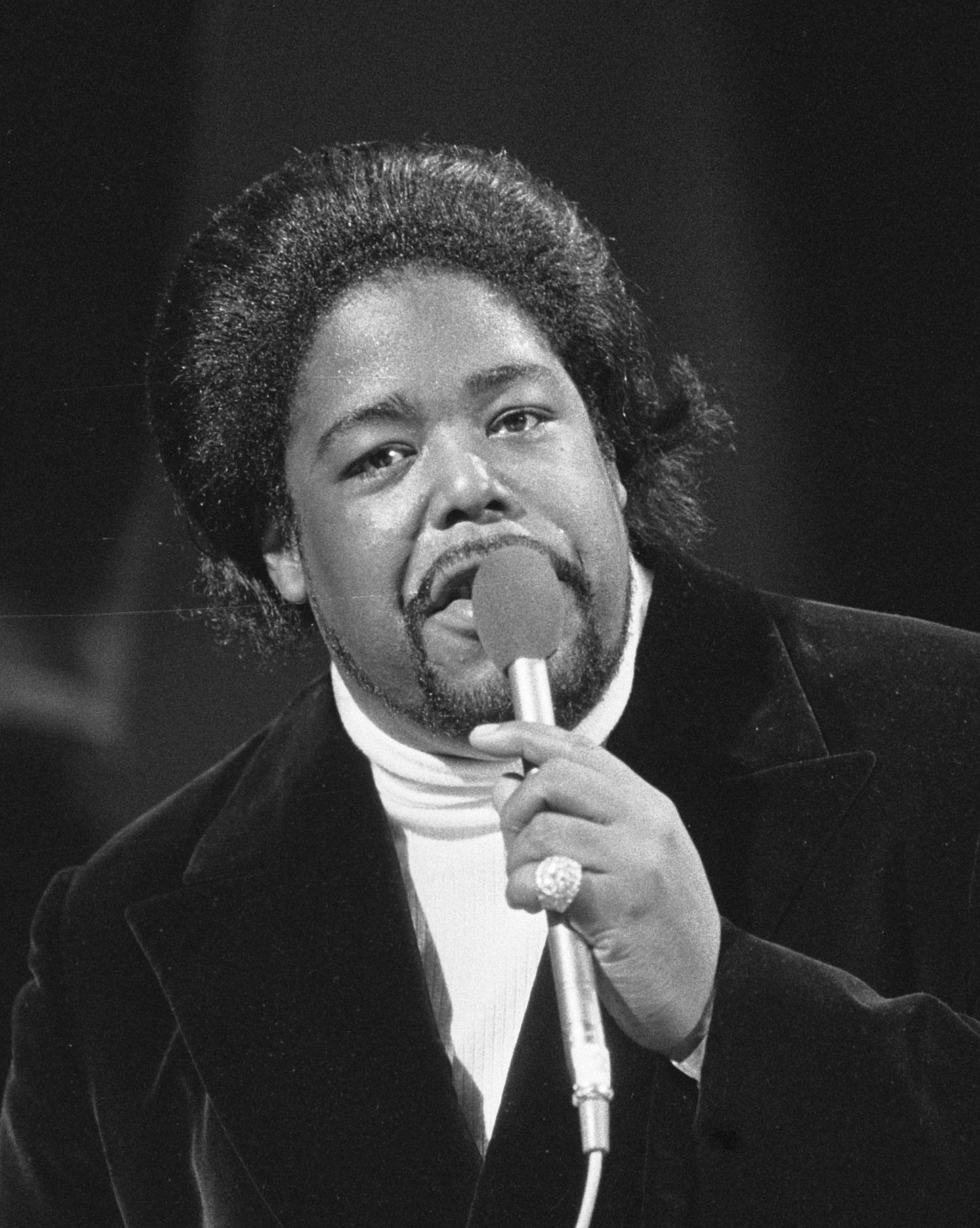
1974年

贝瑞·怀特（英語：Barry White，1944年9月12日—2003年7月4日），也译作巴里·怀特，是美国的歌手、作曲、作词人，曾三度获得格莱美奖。其职业生涯巅峰期在1970年，曾作为独唱歌手以及乐队The Love Unlimited Orchestra的成员活跃于乐坛，写出过许多放克和迪斯科类歌曲，包括他最出名的两首《You're the First, the Last, My Everything》和《Can't Get Enough of Your Love, Babe》。

## 早年生活
懷特於1944年9月12日出生於德克薩斯州加爾維斯頓，原名貝瑞·尤金·卡特。他的父親是梅爾文·A·懷特，母親是薩迪·瑪麗·卡特。他的母親不知道，他的父親已經娶了另一個女人，所以她給了他自己的姓氏。然而，當梅爾文在兒子的出生證明上看到她的姓氏卡特時，他把卡特的姓氏劃掉，寫下了自己的姓氏懷特。

## 逝世
1995年10月因高血壓入院，2002年9月又患糖尿病導致腎衰竭，2003年5月等待腎臟移植手術期間再患嚴重中風 ，同年7月4日於洛杉磯某醫療中心病逝，享年58歲。